# Yaogu
Yaogu (kinesiska: 腰古) är en köping i sydöstra Kina. Den ligger i stadsdistriktet Yuncheng i staden Yunfu i provinsen Guangdong, omkring 100 kilometer väster om provinshuvudstaden Guangzhou. Antalet invånare är 23 672. Befolkningen består av 11 550 kvinnor och 12 122 män. Barn under 15 år utgör 21,0 %, vuxna 15-64 år 66 %, och äldre över 65 år 12,0 %.